# Bél-kő
A Bélkő-hegy a Bükk-fennsíkot körülölelő sziklasornak, az úgynevezett „kövek vonulatának” meghatározó indító tagja a Bükk-vidék központi részének nyugati felén. A hegy fehérlő szikláit a középső és késő triász korban képződött mészkő alkotja.
Magasba törő, éles peremű sziklák tövében ritka, védett növények bújnak meg. Hazánkban egyedül itt található meg a fokozottan védett szirti pereszlény, emellett a Bélkő-hegy az egyik előfordulási helye az országosan csak két másik helyszínről ismert, fokozottan védett korai szegfűnek és a Kárpát-medence mindössze öt másik területén előforduló, preglaciális pannóniai reliktum-endemizmusnak számító magyarföldi husángnak. Nevét az itt élő Bél nemzetségről kapta. Nevét számos formában találhatjuk leírva, azonban helyesen (mivel ez egy hegyet és nem pedig csúcsot jelöl) Bélkő-hegy nem pedig Bél-kő. Bár tulajdonnevében szerepel a "kő" szó, a kötőjeles Bél-kő alak a tulajdonnévként szereplő Bélkő alakra nézve helytelen írásmód. Térképeken, hivatalos leírásokban Bélkő-hegyként és nem Bél-kő -ként szerepel. A köznyelvi rövidülés okán gondolható, hogy megengedett a Bél-kő használata, azonban nyelvtanilag 
Bélkő-hegy a képződmény pontos tulajdonneve, így ennek írásmódja az egyetlen, ami elfogadható. (Itt tehát nem érvényesül a -kő nyelvtani szabálya, mint az Írott-kő, Pes-kő, kizárólag a János-hegy, Bükk hegység). 

## A levágott hegy
A Bélkő-hegy oldalában 1963-ig folyt két mészkőbánya tölcséres művelése, ekkorra azonban a bányafal veszélyessé vált, ezért a termelést a hegygerinc tetején folytatták. A messziről is látható lépcsőket tehát kézzel, vájárok munkája alakította ilyen formájúvá. A felső kőbánya 2000-ig, a Bélapátfalvi Cementgyár bezárásáig üzemelt. Ezalatt gyakorlatilag legyalulták a Bélkő-hegy tetejét, számítások szerint ma 7 millió köbméter hiányzik a hegyből.
Az égetett mész gyártása 1998-ban, míg a cementgyártás 2000-ben fejeződött be. A bánya bezárására a tájrendezés után, 2003-ban került sor. A négy helyrajzi számon lévő bányatelek egy része az ún. délnyugati orom már 1984-től a Bükki Nemzeti Parkhoz tartozott. A művelés alatt állt két bányatelek, valamint a harmadik telek 2003-ban került a Bükki Nemzeti Park tulajdonába, és 2008 elején miniszteri rendelettel védetté nyilvánították a hegy 550 méter feletti „sapkáját”. 
A hegy eredeti, bár lapos csúcsa áldozatul esett a cementgyártásnak, azonban egyik épen maradt ormáról fantasztikus panorámában lehet része a túrázóknak. Ez egy mesterségesen kialakított orom a csúcsra vezető Bélkő Tanösvény végén. Jól belátható innen a Bélapátfalvát körülvevő dombvidék, a Bükk-vidék csúcsrégiójának vonulatai Szarvaskő irányában, a távolban kéklő Mátra, valamint az alul elterülő felhagyott felső kőbánya. A tanösvényen visszaindulva pár száz méter után a Bükk-vidék csúcsrégiójának északi lejtői és csúcsai vehetők szemügyre, tiszta időben pedig akár a Tisza-tó és a Tátra havas vidéke is látszik innen. 2003-ban adták át a Bélkő Tanösvényt.
A lépcsők alatt lefalazott 2 nagyobb és egy kisebb barlang bejárata rejtette az ejtőaknában elhelyezett törőgépeket, amelyek az 1908-tól üzemelő régi, majd 1979-től üzemelő új Bélapátfalvi Cementgyár számára előtörték a követ. Ma a kivájt bányajáratban semmi sem található, a bent maradt betonozott tereptárgyak és ejtőaknák a balesetveszély miatt kerültek elfalazásra bejárataiknál. Későbbi hasznosításuk akár egy felvonó építésével felmerült, azonban ennek kivitelezése az utókorra hárulhat. Készültek tervek libegő felvonórendszerről, a település és a hegy teteje közé, valamint tervek születtek egy, a régi alsóbánya megmaradt épületei helyére építendő panoráma termál létesítményről. Mindmáig magas bekerülési értékük miatt tervezőasztalon lévő elképzelések csupán.

## Sziklamászás és Via Ferrata
Az aktív bányászat leállítása után több próbálkozás is történt környékbeli sziklamászó egyesületektől a régi kőbánya szikláinak használatba vételére. 2002-től több sziklamászó utat is nyitottak a jogilag még bányaként nyilvántartott területen. A mesterséges mászóutak mellett több sport út nyitására is lehetőséget rejt a Magyarországon egyedülálló  150m magas és 700 m széles sziklafal. A sportutak közül az egyetlen nittelt út, a "Nittbetyár" 5 kötélhosszon keresztül majdnem 200 métert gyűr maga alá. A hatalmas sziklafalak és párkányok számtalan lehetőséget biztosítanak akár Via Ferrata vagy Klettersteig, vasalt utak kiépítésére is. 
Sajnos 2008-as Nemzeti Parkos átvétel után minden sziklamászást és ehhez kapcsolódó fejlesztési lehetőséget betiltottak és jelenleg is tiltás alatt állnak.
A hatalmas sziklafalak a mai napig rengeteg utat rejtegetnek magukban, egy kis fejlesztéssel kétségtelenül Magyarország legnagyobb mászóparadicsomává válhatna.

## Galéria

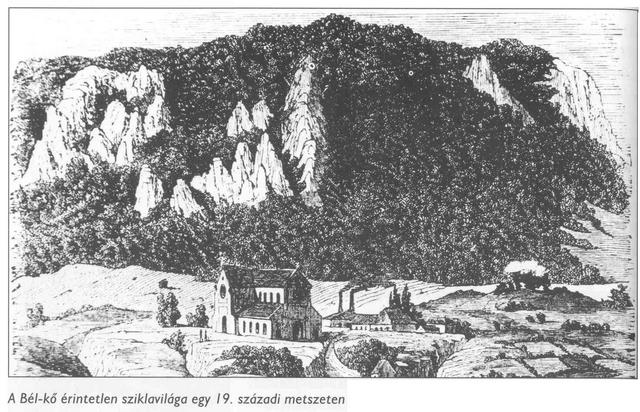
A Bél-kő érintetlen sziklavilága egy 19. századi metszeten
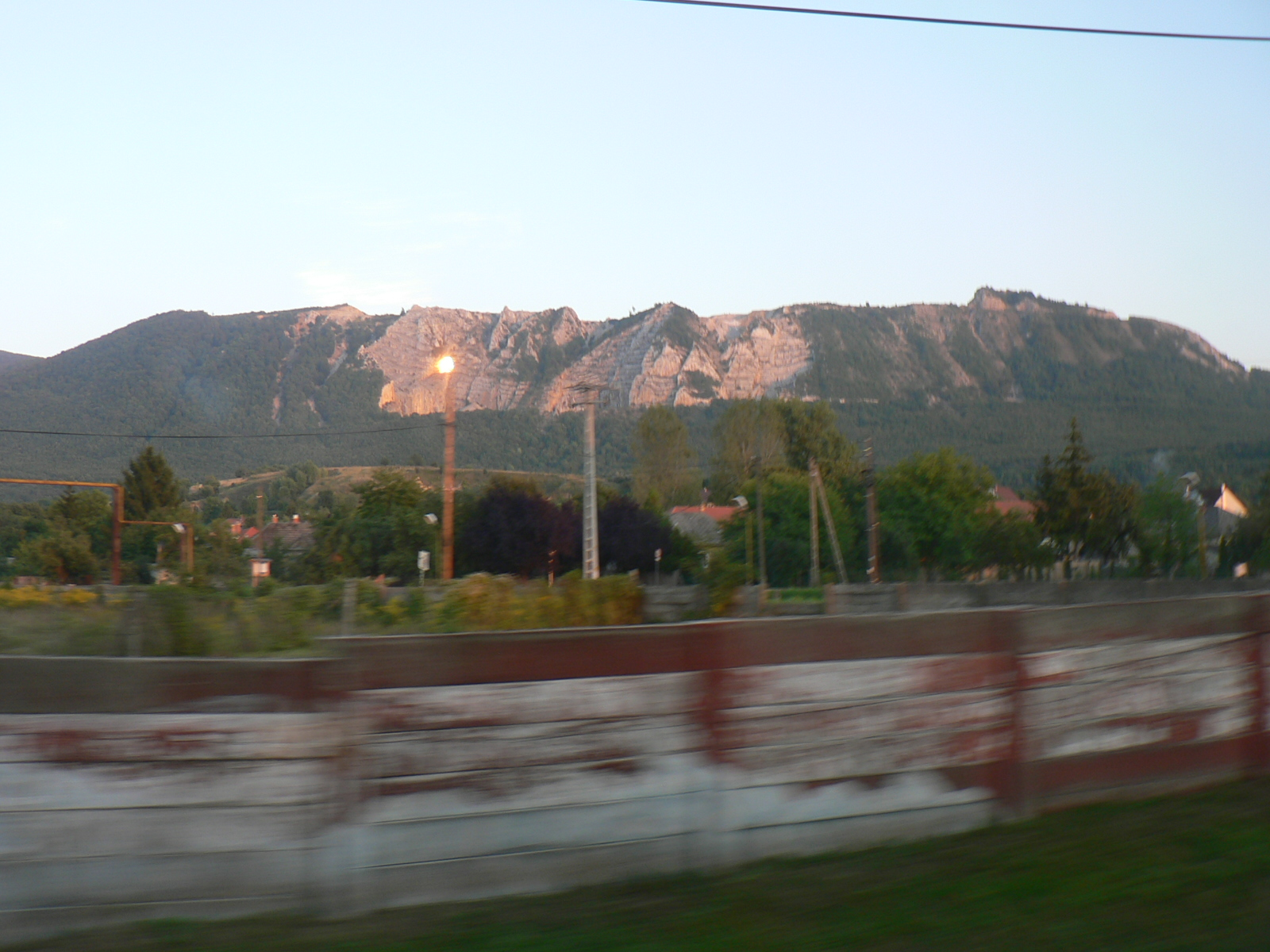
A Bél-kő 2015 őszén, esti fényben, Bélapátfalva felől
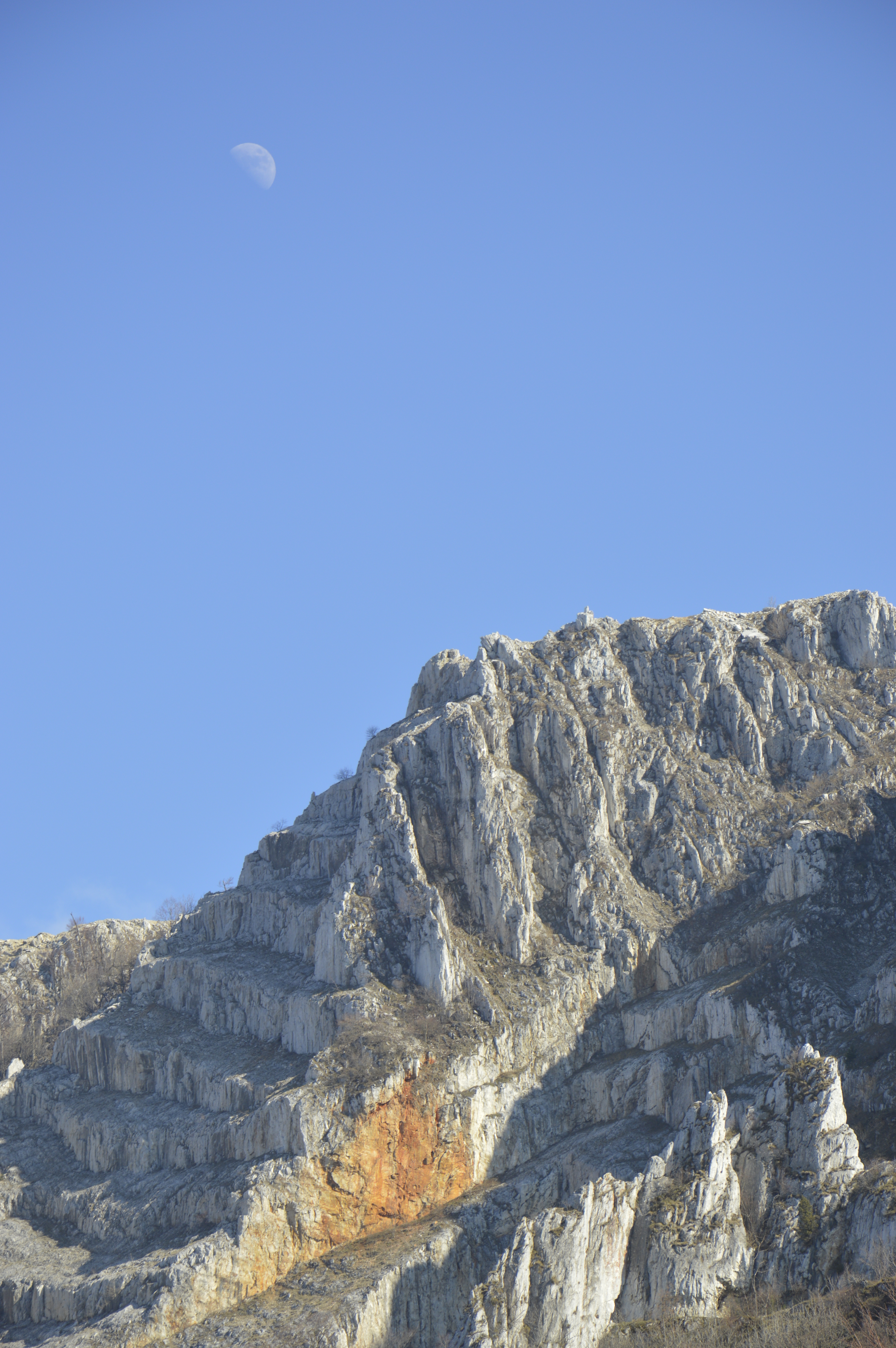
Bél-kő sziklái
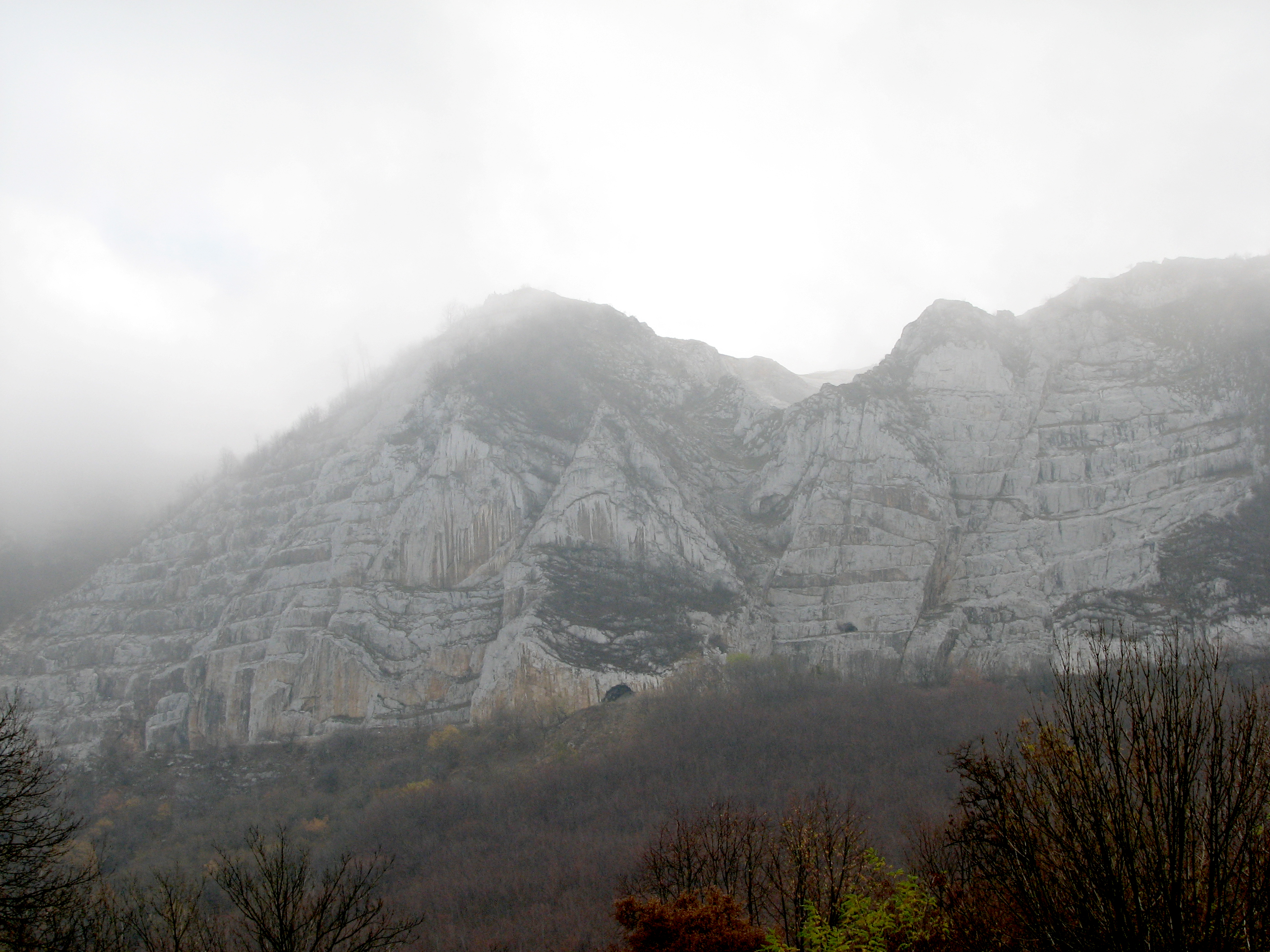
Ködbe burkolózó Bélkő-hegy